# Kanton Poissy-Sud
Kanton Poissy-Sud is een voormalig kanton van het Franse departement Yvelines. Het kanton maakte deel uit van het arrondissement Saint-Germain-en-Laye. Het werd opgeheven bij decreet van 21 februari 2014 met uitwerking op 22 maart 2015.

## Gemeenten
Het kanton Poissy-Sud omvatte de volgende gemeenten:
- Crespières
- Davron
- Les Alluets-le-Roi
- Morainvilliers
- Orgeval
- Poissy (deels, hoofdplaats)